# Белорусская партия труда
Белорусская партия труда (БПТ; бел. Беларуская партыя працы) — ликвидированная властями политическая партия в Беларуси, находившаяся в оппозиции к президенту Александру Лукашенко. Лидером партии был Александр Бухвостов, председатель профсоюза работников автомобильного и сельскохозяйственного машиностроения.

## История
Партия была основана на учредительном съезде 25 ноября 1993 года и имела левоцентристскую социал-демократическую идеологию. По самоопределению, это была партия «социал-демократической, лейбористской ориентации». Целью партии было: «Построение в Республике Беларусь демократического гражданского общества и создание правового государства на принципах духовной, политической и экономической свободы человека, благополучия, нравственности, социальной справедливости и согласия граждан». Её поддерживали многие профсоюзные активисты.
Партия была создана с целью политической поддержки профсоюзного и рабочего движения через защиту и представление его интересов в органах власти, в прессе, на выборах. Инициаторами создания БПТ стали Белорусская независимая ассоциация профсоюзов промышленности (А. Бухвостов — сопредседатель ассоциации), демократически настроенные деятели профсоюзного и рабочего движения — сторонники реформирования профсоюзов.
В 2004 году в БПТ насчитывалось 1650 членов партии. На парламентских выборах в Белоруссии 2004 года партия входила в «Народную коалицию 5+», которая не получила мест в парламенте.
2 августа 2004 Верховный суд ликвидировал Белорусскую партию труда, однако партия продолжила неофициальную деятельность. Основанием для ликвидации стал иск Министерства юстиции Республики Беларусь, которое обвинило партию в систематическом нарушении Гражданского кодекса, закона о политических партиях и собственного устава. Александр Бухвостов считает, что Белорусская партия труда была ликвидирована «по политическому заказу властей».

## Попытка создания новой партии
В 2004 году, после ликвидации Белорусской партии труда, была сформирована инициативная группа по созданию новой Белорусской партии трудящихся (бел. Беларуская партыя працоўных) на базе независимых профсоюзов, куда вошли 24 члена Совета ликвидированной БПТ. Группа собиралась минимум 3-4 раза в год. Инициаторы создаваемой партии планировали сделать её преемницей Белорусской партии труда.
26 июля 2009 года состоялся учредительный съезд новой партии, в котором участвовало 65 делегатов из всех областей Беларуси. Председателем был избран Александр Бухвостов. Заместителями председателя партии избран Николай Похабов, Татьяна Ванина и Андрей Евдокимович. На съезде также были приняты программа и устав БПТ. Однако власти не признали съезд, отказав в регистрации партии.
В 2009 году в Белорусском партии трудящихся насчитывалось 1025 участников.
Оргкомитет по созданию Белорусской партии трудящихся поддержал выдвижение лидера Белорусской партии левых «Справедливый мир» Сергея Калякина кандидатом в президенты на выборах 2015 года.